# Seunaloh
Seunaloh is een bestuurslaag in het regentschap Aceh Barat Daya van de provincie Atjeh, Indonesië. Seunaloh telt 767 inwoners (volkstelling 2010).